# Зеленев, Иван Фёдорович
Иван Фёдорович Зеленев (1860—1918) — врач-дерматолог (сифилидолог), профессор Харьковского и Московского университетов.

## Биография
Сын священника.
Учился в Тверской гимназии, окончив которую поступил на естественное отделение физико-математического факультета Санкт-Петербургского университета, где проучился три года. Перешёл на 2-й курс Военно-медицинской академии, которую окончил в 1886 году. Во время учёбы работал в клинике кожных болезней профессора А. Г. Полотебнова, где заинтересовался дерматологией.
В 1887 года начал службу в должности младшего врача в Уяздовском военном госпитале (Варшава). В 1888—1893 годах работал в клинике кожных болезней при Военно-медицинской академии и в Киевской дерматологической клинике М. И. Стуковенкова. В Киевском университете защитил диссертацию «К вопросу о сифилитической и ртутной хлороанемии» (Киев: тип. Имп. Ун-та св. Владимира В. Завадского, 1892. — 316 с., 20 л. цв. диагр.) на степень доктора медицины.
В мае 1894 года был назначен приват-доцентом Военно-медицинской академии по кафедре венерических болезней и одновременно — приват-доцентом по сифилидологии в Киевском университете. Работал в Киевской дерматологической клинике (1894—1897).
В 1897 году переехал в Харьков: экстраординарный (1897), ординарный (1901) профессор кожных и венерических болезней Харьковского университета.
В 1911 году перешёл на кафедру дерматологии в Московского университета, которую возглавлял до 1916 года; экстраординарный (с августа 1911), ординарный (с декабря 1911) профессор. Также был директором клиники кожных и венерических болезней при университете.
Основал «Харьковское дерматологическое и венерологическое общество» (с 1900). Редактор-издатель «Русского журнала кожных и венерических болезней» (с 1901), им же основанного.
Умер от грудной астмы.